# 몰디브의 역사
몰디브의 역사는 더 넓은 인도 아대륙의 역사와 남아시아와 인도양을 포함한 주변 지역의 역사와 얽혀 있다. 현대 국가는 1194개의 섬으로 구성된 26개의 자연 환초로 구성되어 있다. 역사적으로, 몰디브는 인도양의 주요 해양 경로에 위치해 있기 때문에 전략적인 중요성을 지녀 왔다. 몰디브의 가장 가까운 이웃은 영국령 인도양 지역, 스리랑카와 인도이다. 영국, 스리랑카, 일부 인도 왕국은 수세기 동안 몰디브와 문화적, 경제적 관계를 맺어왔다. 이 나라들 외에도, 몰디브 사람들은 또한 오늘날 인도네시아, 말레이시아의 아체주, 그리고 다른 많은 왕국들과 무역을 했다. 몰디브는 그 당시 아시아와 동아프리카 해안의 일부에서 통화로 사용되었던 카우리 껍질의 주요 공급원을 제공했다.

## 초기 시대
몰디브 남쪽 환초에서 전해지는 오래된 민속에 따르면, 몰디브의 많은 역사는 알려지지 않았지만, 전설과 실제 데이터에 근거하여, 이 섬들이 2,500년 이상 거주되어 왔다고 추론할 수 있다. 아드두 환초의 미드후의 알라마 아흐메드 시바우드딘(알라마 시바 알 딘)은 17세기 술탄 이브라힘 이스칸다르 1세의 통치 기간 동안 아랍어로 이 이야기를 썼다. 키탑 피 알 아타리 미두 알 카디미야는 알라마 시바우드딘의 책 "미드후의 고대 유적에 대하여"의 제목이었다. 이 이야기는 전설적인 인도 황제인 아소카 황제를 언급하며 알려진 남아시아의 역사와 현저하게 일치한다.  그것은 또한 몰디브의 오래된 기록과 로라마파누 동판에서 발견된 사실들의 일부를 뒷받침한다. 과거의 전설들은 오래된 동판에 쓰여진 사실들, 산호 항목들에 새겨진 고대의 글들, 그리고 사람들의 언어, 전통, 민족성에서 반복되는 말들이 몰디브의 유산에 대한 이야기이다.
최대 800㎞ 떨어진 남쪽 섬들과 비교하면 북쪽 섬들은 이주와 식민지화의 역사가 달랐을 것이다.

## 몰디브의 카스트 제도
몰디브 사회는 과거 카스트 사회의 특정 잔재를 유지하면서 최근 계층화와 관련된 많은 특징을 상실한 사회 구조의 한 예이다.